# Kyotaro Sogabe
Kyotaro Sogabe (jap. 曽我部京太郎 Sogabe Kyotaro; ur. 3 lipca 2001) – japoński zapaśnik walczący w stylu klasycznym. Olimpijczyk z Paryża 2024, gdzie zajął czternaste miejsce w kategorii do 67 kg. Zajął trzynaste miejsce na mistrzostwach świata w 2023 roku.
Srebrny medalista mistrzostw Azji w 2023. Trzeci na MŚ U-23 w 2022 roku.